# Astaena ferruginea
Astaena ferruginea är en skalbaggsart som beskrevs av Moser 1918. Astaena ferruginea ingår i släktet Astaena och familjen Melolonthidae. Inga underarter finns listade.